# 福坑站
福坑站是深圳地铁16号线的中间站，具体位置于中国广东省深圳市龙岗区，预计2025年12月开通，站台形式为地下岛式站台。

## 车站结构
本站为地下两层岛式车站。

### 楼层
| 地面              | -    | 出入口                                                                                              |
| 地下一层          | 站厅 | 售票机、客务中心、自动售货机                                                                        |
| 地下二层          | 月台 | \| \| \| 16號線往園山西坑（安良） \| \| 島式 · 開左邊车门 \| \| \| \| \| \| 16號線往田心（大康） \| |
|                   |      | 16號線往園山西坑（安良）                                                                            |
| 島式 · 開左邊车门 |      | |
|                   |      | 16號線往田心（大康）                                                                                |

### 出入口
本站共设6个出入口。
| 出口编号及设施                           | 照片 | 指示 | 建议前往目的地 |
| ---------------------------------------- | ---- | ---- | -------------- |
| 出口 · A · 1 · 扶手电梯标志              |      |      |                |
| 出口 · A · 2 · 升降机标志 · 扶手电梯标志 |      |      |                |
| 出口 · B · 扶手电梯标志                  |      |      |                |
| 出口 · C · 扶手电梯标志 · 洗手间标志     |      |      |                |
| 出口 · D · 升降机标志 · 扶手电梯标志     |      |      |                |
| 出口 · E · 扶手电梯标志                  |      |      |                |
| 註： 設有 \| 設有扶手電梯 \| 設有洗手間  |      |      |                |

## 歷史
- 2023年3月21日，深圳地铁16号线第二期安良站-福坑站区间首台盾构始发。[1]
- 2024年4月19日，深圳市规划和自然资源局发布了《深圳市轨道交通四期调整工程的站名命名规划》，16号线二期的福坑站批准。[2]